# Burmagomphus arvalis
Burmagomphus arvalis är en trollsländeart som först beskrevs av James George Needham 1930.  Burmagomphus arvalis ingår i släktet Burmagomphus och familjen flodtrollsländor. Inga underarter finns listade i Catalogue of Life.